# Інститут наукового атеїзму
Інститут наукового атеїзму — науково-дослідна організація, заснована в 1964 році в Москві для координації наукової роботи з атеїзму, що проводилася науково-дослідними інститутами Академії Наук СРСР, вищими навчальними закладами та установами міністерства культури СРСР.

## Історія інституту
Інститут був створений відповідно до постанови ЦК КПРС, в рамках структури партійної наукової установи — Академії суспільних наук при ЦК КПРС.

## Дослідження
В інституті проводилося комплексне дослідження проблем наукового атеїзму і історії релігії, працювала аспірантура. Співробітники інституту публікували свої праці в журналах «Вопросы философии», «Наука и религия». Окрім цього, інститут видавав власний науковий журнал «Вопросы научного атеизма» об'ємом від 17 до 25 друкованих аркушів, що виходив двічі на рік накладом у середньому 20 тисяч примірників. До публікацій у цьому виданні залучалися радянські та зарубіжні вчені, партійні працівники, пропагандисти атеїзму.

### Доля інституту
Інститут закрився з Розпадом СРСР в 1991 році.